# Roy Geary
Roy Geary az amerikai Szökés című sorozat egyik kitalált szereplője, akit Matt DeCaro alakít. A Fox River egyik börtönőreként ismerkedünk meg vele. Ő is hasonlóan korrupt, mint Brad Bellick.

## Szerepek
Roy Geary egy visszatérő szereplő, akit az első évad hatodik epizódjában láthatunk először. Miután a tizennyolcadik részben kirúgják a börtönből, a második évadban bukkan fel újra. Leginkább Bellickkel látjuk.

### 1. évad
Royt az első évadban egy korrupt, gonosz, Fox River őrként ismerhetjük meg. Először a börtönlázadásnál találkozhatunk vele, majd pedig akkor, amikor pénzért akarja elárverezni Michael és Sucre celláját. Munkája során rengeteg pénzt és holmit koboz vagy lop el a raboktól (például Michael Scofield letétbe helyezett óráját is, amit Michael felismer az őr csuklóján), ezért is rúgja ki a börtön igazgatója, Henry Pope.

### 2. évad
A 2. évadban akkor látjuk viszont, amikor Pope és Bellick ellen tanúskodik, akiket ezért fel is függesztenek állásukból. Később ezért Bellick verekedni kezd vele, ám végül nagy tervet eszelnek ki: elfogják Michaeléket és megszerzik Westmoreland elrejtett 5 millióját. Michaeléket ugyan nem sikerül elfogniuk (egyszer majdnem), de a pénzzel mászkáló Zsebest igen: megkínozzák, majd megszerzik tőle a milliókat. Csakhogy ekkor Geary leüti Bellicket, majd a pénzzel együtt egy szállodába megy. Ám mivel a pénzzel teli zsákba Zsebes nyomkövetőt rakott, ezért rátalál és megöli. A gyilkossággal később Bellicket vádolják meg.